# Kanton Montmirey-le-Château
Der Kanton Montmirey-le-Château war bis 2015 ein französischer Wahlkreis im Département Jura und in der ehemaligen Region Franche-Comté. Er umfasste 13 Gemeinden im Arrondissement Dole; sein Hauptort (frz.: chef-lieu) war Montmirey-le-Château. Die landesweiten Änderungen in der Zusammensetzung der Kantone brachten im März 2015 seine Auflösung. Vertreter im conseil général des Départements war von 2005 bis 2015 Herr Dominique Troncin.

## Gemeinden
- Brans
- Champagney
- Chevigny
- Dammartin-Marpain
- Frasne-les-Meulières
- Moissey
- Montmirey-la-Ville
- Montmirey-le-Château
- Mutigney
- Offlanges
- Peintre
- Pointre
- Thervay